# 부산개성중학교 폭행 치사 사건
부산개성중학교 폭행 치사 사건(釜山開成中學校 暴行事件)은 2005년 10월 1일 오전 10시 50분경 부산광역시 부산진구 부산개성중학교에서 최원의(최우석으로 개명)군이 홍모군을 일방적으로 폭행하여 숨지게 한 사건이다. 홍군은 입원하던 중 10월 5일에 사망하였으며 최군은 11월 1일에 보석 석방되었고 12월 2일 부산지방법원으로부터 보호처분을 받았다.

## 사건 개요
2005년 10월 1일 오전 10시경 부산개성중학교에서 홍 군은 옆반에서 빌린 수학책을 갖다주러 갔다가 갑자기 몸을 움직인 최 군의 어깨를 스쳤다. 1991년생인 최 군은 중학교 2학년생이었지만 키가 178cm이었다.  주먹으로 주위 학교까지 평정하던 속칭  일진 학생이었다. 최 군은 홍 군에게 스친 이유를 5가지 대라고 했고 한 가지씩 말할 때마다 홍 군의 가슴을 쳤다. 홍 군은 돌아서 가려 했는데 최 군은 홍 군이 신음소리를 내지 않은 것에 자존심이 상했던지 홍 군을 다시 불러 폭행 하였으며 홍 군의 가슴을  의자로 찍고 발길질까지 하면서 홍 군을 의식불명 상태에 빠뜨렸다.
병원에 입원한 홍 군은 외상이 없는 상태에서 폐가 파열되었고 지주막하출혈로 인해 머리 전체에 피가 고여 있어 수술이 시급하였으나 사실상 죽은 상태와 다름 없는 상태에서 수술을 할 수 없는 상황이었고 홍군은 4일 동안 그 상태로 버티다가 10월 5일에 사망하였다.

### 범인
사건 당시 중학교 2학년이었던 가해자 최 군은 키 178 cm, 체중 70kg의 작지 않은 체구를 갖고 있었을 뿐만 아니라 성적도 전교 2등을 할 정도였으며 학교 내외에서 싸움을 잘 하는 것으로 유명한 학생이었다. 시험 기간에는 쉬는 시간에 시끄럽단 이유로 반 학생들에게 움직이지도 못하게 하였으며 이로 인해 학생들은 화장실조차 갈 수 없었다. 사건 후 재판에서 징역 2년 6개월을 선고 받았을 때, 부산지법 5형사부는 가해자에 대해 소년부 송치 결정을 내렸다. 이에 따라 가해자 최 군은 형사처벌 대신 소년법상의 보호처분을 받게 되었다. 또한 피해자 홍 군의 유족과 합의를 통해 11월 1일 보석으로 풀려났으며, 주소지도 옮긴 것으로 알려졌다. 이후 아무런 처벌 없이 대학에 입학을 하였고 군대도 다녀 왔다.

### 피해자
최 군에게 폭행당한 홍 군은 폐가 파열되어 병원으로 이송되었지만 5일 만에 사망하였다. 아버지는 아들의 원통한 죽음에 교육청을 상대로 소송을 제기하고 2007년 2월 홍 군이 다니던 학교인 개성중학교의 졸업식날에 아들의 영정사진을 들고 학교에 방문하였지만 별 성과는 없었다.
홍 군 부모는 자녀가 계속해서 괴롭힘을 당해왔다는 주장을 펴고 있다. 이들은 "학원에 가야 하는데도 최 군이 홍 군의 아버지로 가장해 전화해서 학원에 못 간다고 한 적도 있고, 아파트에 있을 때 찾아와서 문을 열어주지 않는다고 발로 찬 적도 있었다고 한다"고 말했다. 또 "아들은 최 군보다 체격이 작은데, 그동안 만나지 말라는 말도 한 적이 있다"면서 "휴대전화 문자 메시지와 학생들의 진술을 볼 때 계속해서 괴롭힘을 당해온 것 같다"고 덧붙였다.

### 학교 측의 사건 은폐 여부
학교에서 살인 사건이 발생 하자 교사들은 회의를 열었고 어떻게 대처 해야 할지 토론하였다. 방송사에서도 취재를 요청했으나 학교 측에서는 거부 하였다.사건 이후 피해자 홍 군의 아버지는 학교 측이 문제를 은폐하려고만 하고 공식 사과도 하지 않았다며 다른 학교폭력 피해자 부모와 함께 서울특별시 종로구 세종로 정부중앙청사 앞에서 학교폭력 예방 대책을 촉구하는 기자회견을 열었다.

## 논란

### 학생들의 수수방관
급우 폭행 사건 당시, 같은 반 학생들은 피해학생이 죽음에 이를 정도의 폭행을 당하는 데에도 보고만 있었던 것으로 밝혀졌다. 문제는 최 군이 홍 군을 무차별로 폭행하고 있었는데에도 말리는 학생이 없었다는 것. 6일 쿠키뉴스는 경찰 조사결과를 인용해 "최 군은 이 학교의 '짱'으로 통하며, 이 학교는 물론 인근 학교에까지 소문이 날 정도로 평소 학원폭력을 일삼아 급우들이 말릴 엄두도 내지 못했기 때문"이라고 전했다.

### 부적절한 대응
사고 당시 보건교사 및 생활지도부장은 인근 병원이 학교 근처에서 승용차로 1분 거리에 위치하고 있었는데도 불구하고 홍 군을 소생시키기 위해 아무런 노력도 없이 학교에서 20분이라는 시간을 허비하였다.

### 포털 사이트 개입설
사건 직후 다음, 네이버, 야후코리아 등의 포털에서 실명이 공개되자, 포털에서는 관련 자료들을 삭제시켰다. 이 때문에 최 군의 아버지가 대한민국의 대기업인 모 포털 사이트의 간부라는 설이 있었지만 거짓으로 밝혀졌다. 부친으로 지목된 사람의 아들은 당시 초등학생이었다. 한편 가해자의 이름이 해당 포털에서 금칙어로 지정되었지만 업체 사장과 관련된 글을 삭제했다는 것은 부인했다. 이에 대해 포털들이 내부 인사들만을 옹호한다는 이중 잣대 의혹이 있었다.

### 사이버 테러 논란
사건 당시 가해자의 이름과 사진이 인터넷에 공개되었으며, 해당 중학교 게시판은 비난의 글로 넘쳤다. 또한 네티즌들 사이에서 가해자에 대한 거짓 소문이 급속도로 퍼지는가 하면 인터넷의 익명성을 이용해 유언비어와 조작된 글이 퍼지기도 했다. 가해자 최군은 피해자 홍군의 유가족 측과의 합의로 보석 석방되었지만, 가해자의 반성이 별로 없다는 점이 제기되어 문제가 되기도 했다.

### 축소 보도 의혹
대한민국의 현행 소년법 제68조에는 조사 또는 심리 중에 있는 형사 사건의 개인정보를 노출할 수 없게 되어 있었기 때문에 사건 당시에는 언론에서 실명 공개를 하지 않는 것이 적법한 상황이었다.

### 가해자의 연세대학교 지원설
이 사건의 가해자인 최 군이 2009년에 연세대학교 원주 의과대학 수시전형에 지원, 합격하여 입학을 기다리고 있다는 소문이 인터넷에 퍼졌으나, 연세대학교 측은 터무니 없는 루머에 강력히 부인하였다. 또한 홍익대 법대를 다닌다는 소문도
무성하다

### 가해자의 태도
사건 발생 후 가해자는 자신의 잘못을 뉘우치기는커녕 자신의 미니홈피에 "살인도 하나의 경험"이라는 글을 올리는 등 잘못을 반성하지 않는 태도를 보임으로써 많은 논란을 빚었다. 또한 아버지의 권력으로 사건을 덮음으로써 많은 사람들에게 반감을 샀다.

## 기의
- 라마의 노래 '10월 1일'은 이 사건을 주제로 하는 노래이다.